# Sinem Yıldırım
Sinem Yıldırım (* 6. März 1998) ist eine türkische Leichtathletin, die sich auf das Kugelstoßen spezialisiert hat.

## Sportliche Laufbahn
Erste Erfahrungen bei internationalen Meisterschaften sammelte Sinem Yıldırım beim Europäischen Olympischen Jugendfestival (EYOF), bei dem sie mit einer Weite von 12,08 m in der Qualifikationsrunde ausschied. 2015 gewann sie bei den Junioren-Balkan-Meisterschaften in Pitești mit 12,95 m die Silbermedaille und kurz darauf verpasste sie bei den Jugendweltmeisterschaften in Cali mit 14,63 m den Finaleinzug. Im Jahr darauf gewann sie bei den U20-Balkan-Meisterschaften in Bolu mit 13,54 m die Bronzemedaille im Kugelstoßen und belegte im Diskuswurf mit 42,25 m den vierten Platz. 2017 belegte er bei den U23-Balkan-Hallenmeisterschaften in Istanbul mit 13,98 m den vierten Platz und im Juli gelangte sie bei den U20-Freiluft-Balkan-Meisterschaften in Pitești mit 14,16 m ebenfalls auf Rang vier. Anschließend schied sie bei den U20-Europameisterschaften in Grosseto mit 13,54 m im Vorlauf aus. Im Jahr darauf belegte sie bei den Balkan-Hallenmeisterschaften in Istanbul mit 14,42 m den fünften Platz und im Juni gelangte sie bei den U23-Mittelmeer-Meisterschaften in Jesolo mit 14,81 m auf Rang fünf. 2019 verpasste sie bei den U23-Europameisterschaften in Gävle mit 14,55 m den Finaleinzug und im Jahr darauf wurde sie bei den Balkan-Hallenmeisterschaften in Istanbul mit 14,43 m Fünfte. 2023 gelangte sie dann bei der 1. Liga der Team-Europameisterschaft im Rahmen der Europaspiele in Chorzów mit 15,76 m auf Rang zehn.
2023 wurde Yıldırım türkische Hallenmeisterin im Kugelstoßen.